# Pygoderma bilabiatum
Pygoderma bilabiatum ou morcego-de-Ipanema é uma espécie de morcego da família Phyllostomidae. É a única espécie descrita para o gênero Pygoderma. Pode ser encontrada na América do Sul

## Descrição
O morcego de Ipanema tem tamanho médio, com pelo marrom, com exceção dos ombros com pelo branco. 
O nome "morcego de Ipanema" é uma referência a sua localidade-tipo, a fundição de ferro Ipanema, atualmente Floresta Nacional de Ipanema, localizada nos municípios de Araçoiaba da Serra, Iperó e Capela do Alto. Nesta localidade, o naturalista austríaco Johann Natterer coletou o espécime-tipo da espécie.  

## Distribuição
O morcego de Ipanema ocorre no norte da Argentina, Paraguai, Bolívia e  ao longo da Mata Atlântica do nordeste e sudeste do Brasil.

## Migração
Os padrões de migração podem ser influenciados pela quantidade de chuvas e / ou temperatura. P. biliabatum aparenta preferir regiões com precipitações anuaias de 1500 mm e temperaturas moderadas de 16-23° C.

## Dieta
Pygoderma bilabiatum é frugívoro, consome especialmente frutas de fácil digestão.